# Coppa Italia 1986-1987 (pallavolo maschile)

Il Santal Parma, vincitore dell'edizione

La Coppa Italia di pallavolo maschile 1986-87 fu la 9ª edizione della manifestazione organizzata dalla FIPAV.

## Regolamento e avvenimenti
Alla manifestazione presero parte trentasei squadre tra Serie A1 e A2.
Le squadre disputarono tre turni eliminatori che qualificarono sei formazioni; queste andarono a disputare, con gare di andata e ritorno, le semifinali. Le tre compagini vittoriose furono le finaliste e disputarono un girone all'italiana, tra il 4 e il 26 marzo 1987; vincitrice risultò essere la Santal Parma.

## Girone finale

### Partecipanti
- Panini Modena
- Santal Parma
- Tartarini Bologna

### Classifica
| Pos. | Squadra           | Pt | G | V | P | SV | SP |
| ---- | ----------------- | -- | - | - | - | -- | -- |
| 1.   | Santal Parma      | 8  | 4 | 4 | 0 | 12 | 4  |
| 2.   | Panini Modena     | 4  | 4 | 2 | 2 | 9  | 8  |
| 3.   | Tartarini Bologna | 0  | 4 | 0 | 4 | 3  | 12 |

| Vincitrice della Coppa Italia |

### Risultati

#### Tabellone
|         | Bologna | Modena | Parma |
| ------- | ------- | ------ | ----- |
| Bologna | XXX     | 2-3    | 1-3   |
| Modena  | 3-0     | XXX    | 2-3   |
| Parma   | 3-0     | 3-1    | XXX   |